# Хэмилтон, Наташа
Ната́ша Мари́я Хэ́милтон-Эрра́джи (англ. Natasha Maria Hamilton-Erraji; 17 июля 1982, Ливерпуль, Англия, Великобритания) — английская певица, автор песен, актриса и танцовщица. Участница группы «Atomic Kitten» (1999—2008, 2012—).

## Биография
Наташа Мария Хэмилтон родилась 17 июля 1982 года в Ливерпуле (Англия, Великобритания) в семье шотландца и англичанки.

## Карьера
Наташа начала свою певческую карьеру в 1994 году, выступая в «Starlight Show Group».
В 1999—2008 года и вновь с 2012 года Хэмилтон — участница женской музыкальной поп-группы «Atomic Kitten» вместе с Керри Катона и Лиз Макклэрнон.
Также она является актрисой и танцовщицей.

## Личная жизнь
В 2001—2003 года Наташа состояла в фактическом браке с бизнесменом Фрэном Косгрейвом. У бывшей пары есть сын — Джош Хэмилтон Косгрейв (род.24.08.2002).
В 2003/2004—2006 года Наташа состояла в фактическом браке с танцором Гэйвином Хэтчером. У бывшей пары есть сын — Гарри Хэтчер (род.31.12.2004).
В 2007—2013 года Наташа была замужем за Риадом Эрраджи. У бывших супругов есть сын — Алфи Риад Эрраджи (род.14.06.2010). В январе 2008 года Хэмилтон перенесла выкидыш, будучи на 6-й неделе беременности, ожидая появления своего третьего ребёнка и первенца с Эрраджи.
В 2013—2016 года Наташа состояла в фактическом браке с певцом Ричи Невиллом. У бывшей пары есть дочь — Элла Роуз Невилл (род.22.09.2014).